# AGM

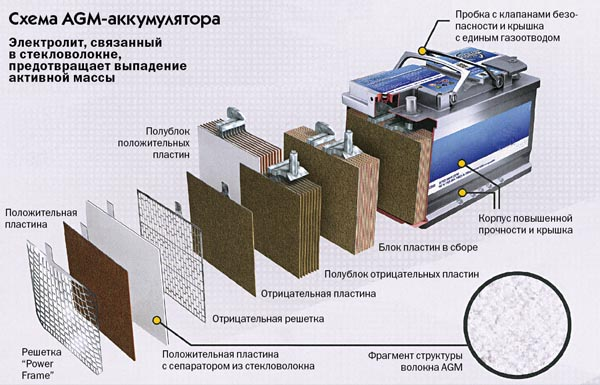
Як влаштовані AGM акумулятори

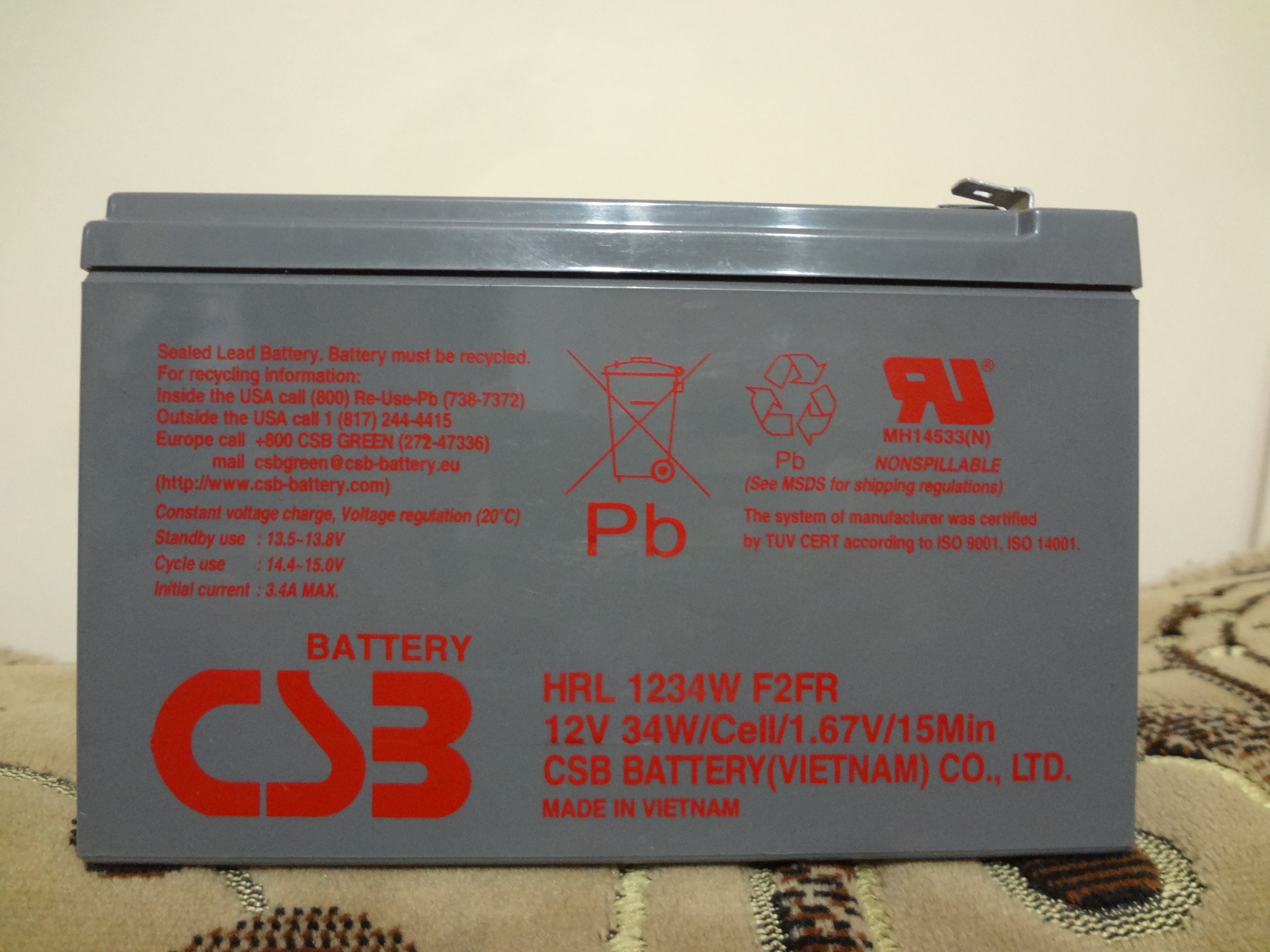
AGM акумулятор HR 1234W фірми CSB. Серія HRL- з підвищеною віддачею струму та терміном служби до 10 років або 260 циклів 100 % розряду в циклічному режимі.

AGM — це технологія виготовлення свинцево-кислотних акумуляторів, створена інженерами Gates Rubber Company на початку 1970-х років. Відмінність батарей AGM від класичних у тому, що в них міститься абсорбований електроліт, а не рідкий, що надає низку змін у властивостях акумулятора.
AGM (скорочено від Absorbent Glass Mat) — скловолоконний матеріал, який виконує подвійне завдання: вмістища для електроліту та одночасно сепаратора, електрично розділяє позитивну (+) і негативну (-) пластини.
AGM, як і гелеві акумулятори, належать до класу VRLA (valve-regulated lead-acid battery) акумуляторів.

## Опис технології
Класичний свинцево-кислотний акумулятор — це корпус, розділений на відсіки сепараторами — мікропористим пластиком. У відсіки залито електроліт — розчин сульфатної кислоти, і в цей розчин занурені пластини, між позитивними та негативними пластинами протікає струм. Технологія AGM використовує просочений рідким електролітом пористий заповнювач відсіків корпусу зі скловолокна. Мікропори цього матеріалу заповнені електролітом не повністю. Вільний обсяг застосовується для рекомбінації газів.
Акумулятори, вироблені з використанням технології AGM, виготовляються в спіральній або плоскій конфігурації. Серія продукції зі спіральною конструкцією блоків виробляється переважно в Північній Америці, а з плоскою конфігурацією електродів — як у Північній Америці, так і в Європі. Спіральні елементи мають більшу площу поверхневого контакту, що дає можливість короткочасно видавати більший струм і швидше заряджатися. Проте зворотним боком, є зменшення питомої ємності акумулятора (співвідношення електричної ємності та розмірів) порівняно з пласким улаштуванням. Обидві технології є перспективними та можуть використовуватися для постачання автовиробникам як складові OEM. Наразі найбільш поширені автомобільні акумулятори AGM з плоскою будовою блоків. Спіральні блоки SpiraCell запатентовані компанією Johnson Controls для серії Optima і не можуть використовуватися без її дозволу, на відміну від плоских блоків.

## Переваги
Акумулятор, вироблений за технологією AGM, порівняно зі звичайними акумуляторами має низку переваг. Зокрема, стійкість до вібрації, відсутність необхідності обслуговувати, установка майже в будь-якому положенні (лише встановлення догори дном не рекомендується з міркувань безпеки зважаючи на верхнє розташування клапанів). Деякі виробники заявляють збільшену продуктивність таких АКБ або високий пусковий струм.
- Конструкція не вимагає обслуговування.
- Пристрій непроникний і має клапан регулювання, що запобігає витоку кислоти та корозії клем.
- Безпечніша робота: за правильного заряджання батарей, усувається можливість виділення газів і небезпека вибуху.
- Непроникність, дозволяє встановлювати батарею майже в будь-якому положенні.
- Впевнена робота за низьких температур, залежно від технології до -30°С (нижче — можлива кристалізація електроліту розрядженої батареї і як наслідок зниження терміну служби через пошкодження активної поверхні).
- Збільшений термін служби в умовах підвищеного двигтіння.
- Нескладна повторна переробка[2]. Перероблений свинець можна відновлювати будь-яку кількість разів майже без втрати якості.[3]

## Вади
- Велика вага (стосується всіх свинцево-кислотних акумуляторів).
- Не варто зберігати в розрядженому стані, напруга не повинна впасти нижче 1,8 В на один елемент (стосується всіх свинцево-кислотних акумуляторів).
- Вкрай чутливі до перевищення напруги заряду (стосується всіх свинцево-кислотних акумуляторів). Особливо коли вони працюють у буферному режимі. У разі перевищення рекомендованої напруги 13,5—13,6 В (для 12 В акумулятора) відбувається поступовий електроліз води та відповідно збільшення концентрації електроліту, що негативно впливає на стан пластин — викликає їх сульфатацію.
- Дають помітний спад напруги на морозі при навантаженні (всупереч помилці, поширеній в інтернеті  — стосується всіх свинцево-кислотних акумуляторів).
- Вони забезпечують число повних (70 %) циклів розряду до 500 — підходить для резервного живлення. Залежно від марки та моделі, кількість циклів лежить в межах від 100 до 4000.
- Оксид свинцю, що міститься в них, є отруйним, що робить їх небезпечними для навколишнього середовища (стосується всіх свинцево-кислотних акумуляторів).
- Вища ціна порівняно з акумуляторами з рідким електролітом, але нижча, ніж в акумуляторів виготовлених за технологією GEL (у яких електроліт желеподібний). Останні мають низку переваг.
- У разі роботи у буферному режимі (постійне підзаряджання, режим очікування — наприклад в ДБЖ) за проміжок від одного до декількох років (залежно від виробника) простежується явне зниження ємності внаслідок втрати електролітом води (електроліз води та не взірцева герметичність корпусу) та відповідно сульфатації пластин і зменшення їхньої активної площі навіть якщо акумулятор за весь час зовсім не працював під навантаженням (типовий приклад офісні ДБЖ (UPS) з цілодобовою роботою). Частково подолати дану проблему можна зменшивши напругу, що підтримується на клемах акумулятора після завершення заряду до ≈ 13 ± 0,2 В (проте в більшості випадків для цього необхідне пряме втручання в конструкцію пристрою).

## Використання
- Електротранспорт. Частіше електровелосипеди та електроскутери;
- Буферні системи енергопостачання;
- Джерела безперервного живлення;
- Медицина;
- Телекомунікації;
- Розподільні пристрої;
- Фотоелектричне устаткування;
- Альтернативна енергетика (зокрема сонячні та вітрові електростанції).
- Системи управління;
- Станції стільникового радіозв'язку;
- Установки катодного захисту;
- Навігаційне обладнання;
- Суднове устаткування;
- Електроенергетика.